# Огражден
Огражден је гранична планина на југоистоку Северне Македоније и југозападу Бугарске. Планина је део планинског масива Беласица - Осоговске планине.
Налази се северно од планине Беласица, северноисточно од града Струмице, и северозападно од бугарског града Петрича.
Највиши врх планине је Огражденец висок 1.744 метара, налази се на македонском делу планине, на бугарској страни, највиша тачка је Билска чука са 1.644 m.